# Хубиг, Штефани
Штефани Хубиг (нем. Stefanie Hubig; род. 15 декабря 1968, Франкфурт-на-Майне, Гессен) — немецкий юрист, политический и государственный деятель. Член Социал-демократической партии Германии (СДПГ). Федеральный министр юстиции и защиты прав потребителей Германии с 6 мая 2025 года.

## Биография
Родилась 15 декабря 1968 года во Франкфурте-на-Майне.
В 1988 году окончила среднюю школу в Мюнхене.
Изучала право в Регенсбургском университете. В 1993 году сдала первый государственный экзамен по праву, в 1995 году — второй. В 2003 году получила степень доктора права.
После сдачи второго государственного экзамена по праву в 1995 году сначала работала прокурором и судьей в земельном суде Ингольштадта. 
В 2000 году перешла на работу в Федеральное министерство юстиции.
В 2008 году стала консультантом Государственной канцелярии Рейнланд-Пфальца. С 2009 по 2014 год она возглавляла отдел уголовного права в Министерстве юстиции и защиты прав потребителей земли Рейнланд-Пфальц.
По итогам парламентских выборов 2013 года, с 2014 года, в течение двух лет занимала должность государственного секретаря и руководителя департамента в Федеральном министерстве юстиции и защиты прав потребителей под руководством министра Хайко Мааса (СДПГ) в коалиционном правительстве под руководством федерального канцлера Ангелы Меркель (ХДС).
После выборов 2016 года, в течение девяти лет занимала пост министра образования в правительстве земли Рейнланд-Пфальц под руководством Малу Драйер (СДПГ).
6 мая 2025 года назначена федеральным министром юстиции и защиты прав потребителей в коалиционном правительстве под руководством федерального канцлера Фридриха Мерца (ХДС). Сменила Фолькера Виссинга, который занимал пост с 7 ноября 2024 года.